# Euplassa pinnata
Euplassa pinnata är en tvåhjärtbladig växtart som först beskrevs av Jean-Baptiste de Lamarck, och fick sitt nu gällande namn av Johnston. Euplassa pinnata ingår i släktet Euplassa och familjen Proteaceae. Inga underarter finns listade i Catalogue of Life.